# Phú Thạnh, Tân Phú Đông
Phú Thạnh là một xã thuộc huyện Tân Phú Đông, tỉnh Tiền Giang, Việt Nam.

## Địa lý
Xã Phú Thạnh nằm trên cù lao Lợi Quan, có vị trí địa lý:
- Phía đông giáp xã Phú Đông
- Phía tây giáp xã Tân Phú
- Phía nam giáp xã Tân Thạnh
- Phía bắc giáp các huyện Gò Công Tây, Gò Công Đông.

Xã có diện tích 22,99 km², dân số năm 2002 là 6.270 người, mật độ dân số đạt 273 người/km².
Hiện nay, xã Phú Thạnh là nơi đặt trung tâm hành chính huyện Tân Phú Đông.

## Lịch sử
Sau năm 1975, Phú Thạnh là một xã thuộc huyện Gò Công cũ.
Ngày 13 tháng 4 năm 1979, Hội đồng Chính phủ ban hành Quyết định số 155-CP. Theo đó, chia huyện Gò Công thành hai huyện Gò Công Đông và Gò Công Tây, xã Phú Thạnh thuộc huyện Gò Công Tây.
Ngày 14 tháng 1 năm 2002, Chính phủ ban hành Nghị định 07/2002/NĐ-CP. Theo đó, thành lập xã Tân Thạnh trên cơ sở điều chỉnh 1.134,32 ha diện tích tự nhiên và 2.836 người của xã Tân Phú; 550,2 ha diện tích tự nhiên và 1.769 người của xã Tân Thới; 552,51 ha diện tích tự nhiên và 358 người của xã Phú Thạnh.
Sau khi điều chỉnh địa giới hành chính, xã Phú Thạnh còn lại 2.299,39 ha diện tích tự nhiên và 6.270 người.
Ngày 21 tháng 1 năm 2008, xã Phú Thạnh chuyển sang trực thuộc huyện Tân Phú Đông mới thành lập.